# Кеннет Бристоль
Кеннет Бристоль (англ. Kenny Bristol; 9 березня 1952) — гаянський боксер.

## Аматорська кар'єра
На Панамериканських іграх 1975 став срібним призером, здобувши перемоги над Люсьєном Хайме (Суринам), Карлосом Бургу (Перу) і Педро Гамарро (Венесуела) та програвши у фіналі Клінтону Джексону (США).
Не зміг взяти участь в Олімпійських іграх 1976 через бойкот Олімпіади Гаяною.

## Професіональна кар'єра
Дебютував на профірингу 1976 року. Здобувши впродовж 1976-1979 років тринадцять перемог, 24 лютого 1980 року завоював титул чемпіона Співдружності у першій середній вазі. В наступні роки зазнав п'ять поразок, у тому числі від Герола Грема (Велика Британія) в бою за титул чемпіона Співдружності.